# Fondali di Vendicari
Fondali di Vendicari este o arie protejată (arie specială de conservare — SAC, sit de importanță comunitară — SCI) din Italia întinsă pe o suprafață de 3.901 ha, integral marine.

## Localizare
Centrul sitului Fondali di Vendicari este situat la coordonatele 36°47′47″N 15°06′15″E / 36.796389°N 15.104167°E.

## Înființare
Situl Fondali di Vendicari a fost declarat sit de importanță comunitară în septembrie 1995 pentru a proteja . Situl a fost protejat și ca arie specială de conservare în februarie 2020.

## Biodiversitate
Situată în ecoregiunea mediteraneană, aria protejată conține 2 habitate naturale: Recifuri, Straturi cu Posidonia (Posidonion oceanicae).
La baza desemnării sitului se află un număr nedeclarat de specii protejate:
Pe lângă speciile protejate, pe teritoriul sitului au mai fost identificate 10 specii de plante, 2 specii de nevertebrate.